# Couloir de la mort
Pour les articles homonymes, voir Couloir de la mort (homonymie).

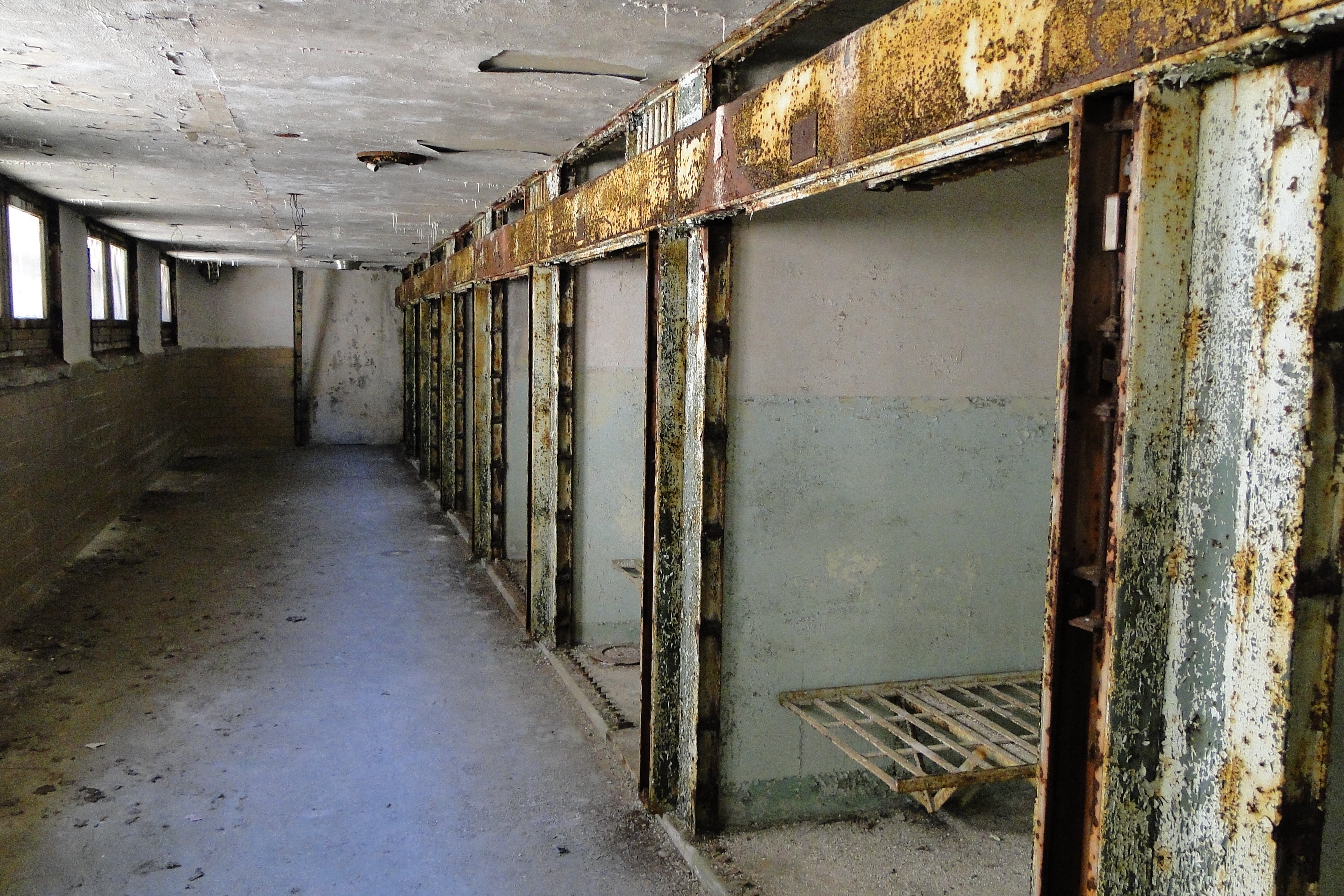
Couloir de la mort de l'ancien pénitencier d'État de l'Est à Philadelphie

Couloir de la mort est la traduction de l'expression américaine Death Row, qui désigne le régime de haute sécurité d'incarcération des prisonniers ayant été condamnés à la peine de mort.
Bien qu'à l'origine, cette expression ne désigne que le couloir de la mort dans les prisons des États-Unis, elle est aujourd'hui utilisée pour désigner toutes les sections pénitentiaires du monde, spécialement conçues pour héberger les condamnés à mort.
Le couloir de la mort est généralement une section à part de la prison. Elle isole complètement les condamnés des autres prisonniers. Le condamné occupe généralement une cellule individuelle.
Cette séparation a de multiples justifications :
- les condamnés à mort sont soumis à un régime particulier de haute sécurité, puisqu'ils n'ont rien à perdre à tenter de s'évader ou à tuer quelqu'un ;
- l'isolement permet aux condamnés d'être au calme ;
- il faut empêcher les condamnés de se suicider.

## Typologie

### En France
En France, lorsque la peine de mort était appliquée jusqu'en 1981, les condamnés à mort étaient exécutés peu après l'épuisement de tous les recours (cassation, grâce présidentielle) le matin, à une date non précisée. En effet, on jugeait que faire attendre le prisonnier, par exemple en l'exécutant l'après-midi d'une journée précise, était une torture pour lui. À cette époque où les caméras de surveillance étaient peu répandues, les condamnés vivaient dans une cellule dotée de barreaux, avec un gardien les surveillant 24h/24. Ils recevaient chaque jour la visite d'un gradé et celle du médecin deux fois par semaine. En 1978, l'administration décida de faire entreposer la guillotine à la maison d'arrêt de Fresnes, désirant faire de la prison le seul lieu habilité aux exécutions capitales en France. Cependant, la « veuve » y restera muette, les derniers détenus qui ont été transférés à Fresnes en vue de leur éventuelle exécution ayant tous été graciés ou ayant eu leur pourvoi en cassation accordé, ou encore leur peine commuée à la suite de l'abolition de la peine de mort.

### Aux États-Unis

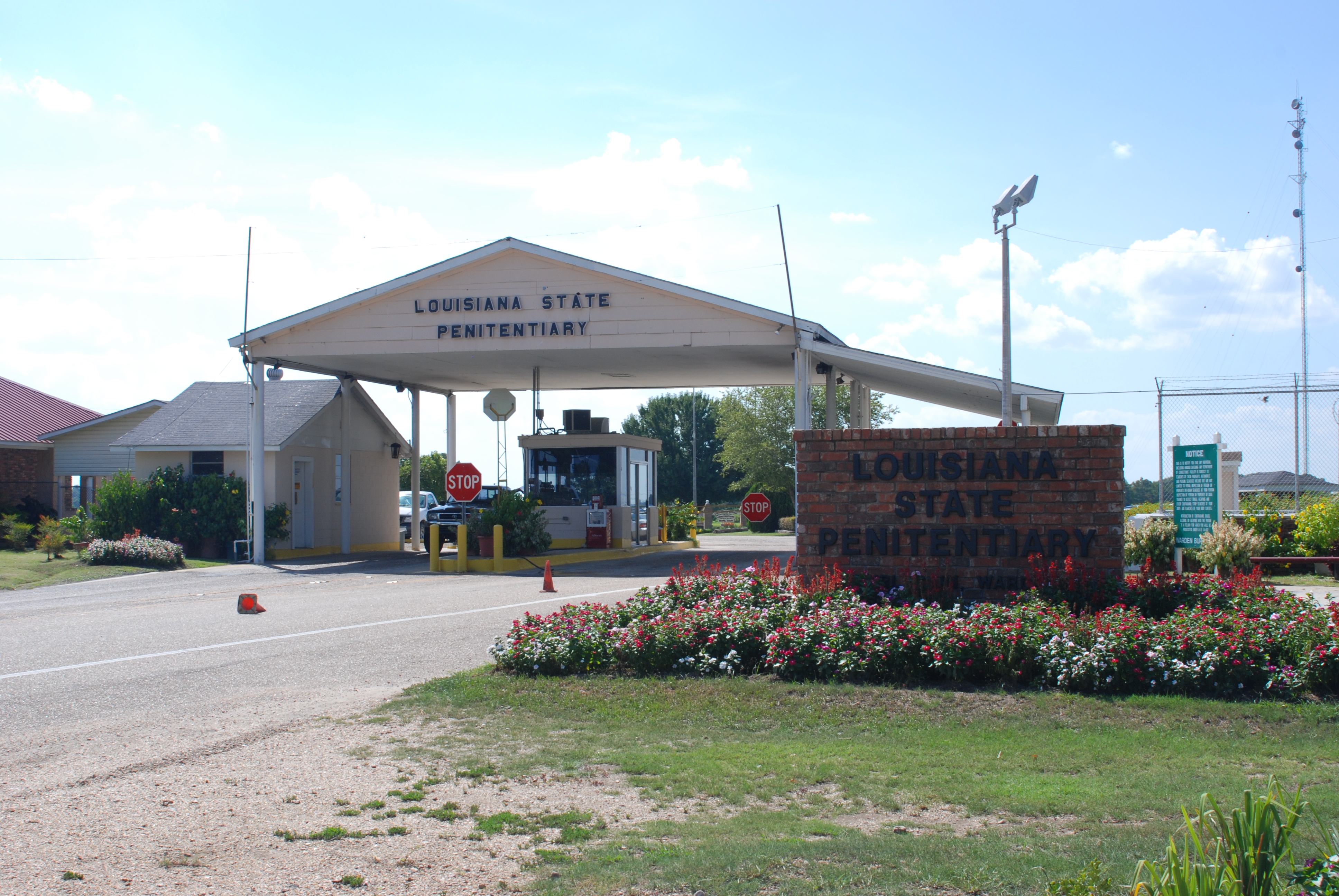
Le Louisiana State Penitentiary a le couloir de la mort pour les hommes de la Louisiane et la chambre d'exécution de la Louisiane

Aux États-Unis, le temps d'attente dans le couloir de la mort dure plusieurs années : le record est de trente-huit ans entre la condamnation en 1980 et l'exécution   en 2018 de Carey Moore dans le Nebraska. La durée moyenne est de quinze à vingt ans dans les États où les exécutions sont fréquentes. Ceci est principalement dû au fait qu'avant qu'un condamné ne soit exécuté, il peut épuiser de nombreux recours en justice jusqu'au gouverneur de l'État où la sentence a été prononcée. Par exemple, l'exécution de Timothy McVeigh a pu être possible seulement au bout de quelques années à cause de son renoncement aux recours en justice. Les condamnés sont avertis de leur date d'exécution des semaines voire des mois à l'avance, parfois des années, dans l'Ohio notamment. Un traitement similaire à celui de la France, où les condamnés sont surveillés en permanence, est réservé aux condamnés dont l'exécution est prévue dans les jours à venir, ce pour des raisons de coût évidentes dans un pays qui compte plus de 2 700 condamnés à mort et qui n'en exécute jamais plus de cent par an. La France, en comparaison, comptait rarement plus de cinq condamnés  à mort dans tout le pays et rarement plus de deux dans un même établissement pénitentiaire. Ce niveau de surveillance est toujours employé au Botswana où les condamnés à mort sont également peu nombreux.

### En Asie
Au Japon et en Indonésie, la durée d'attente est très inégale (allant de deux ans à plus de vingt ans), les condamnés étant choisis davantage en fonction de la gravité de leur crime que selon l'ancienneté de leur condamnation. 
Au Japon, les condamnés sont avertis le jour même[réf. nécessaire]. En Indonésie, l'accusé est averti 72 heures à l'avance[réf. nécessaire]. 
Dans ces pays, les condamnés sont également constamment surveillés par l'entremise de caméras ou d'un effectif important de personnel pénitentiaire.

## Syndrome du couloir de la mort

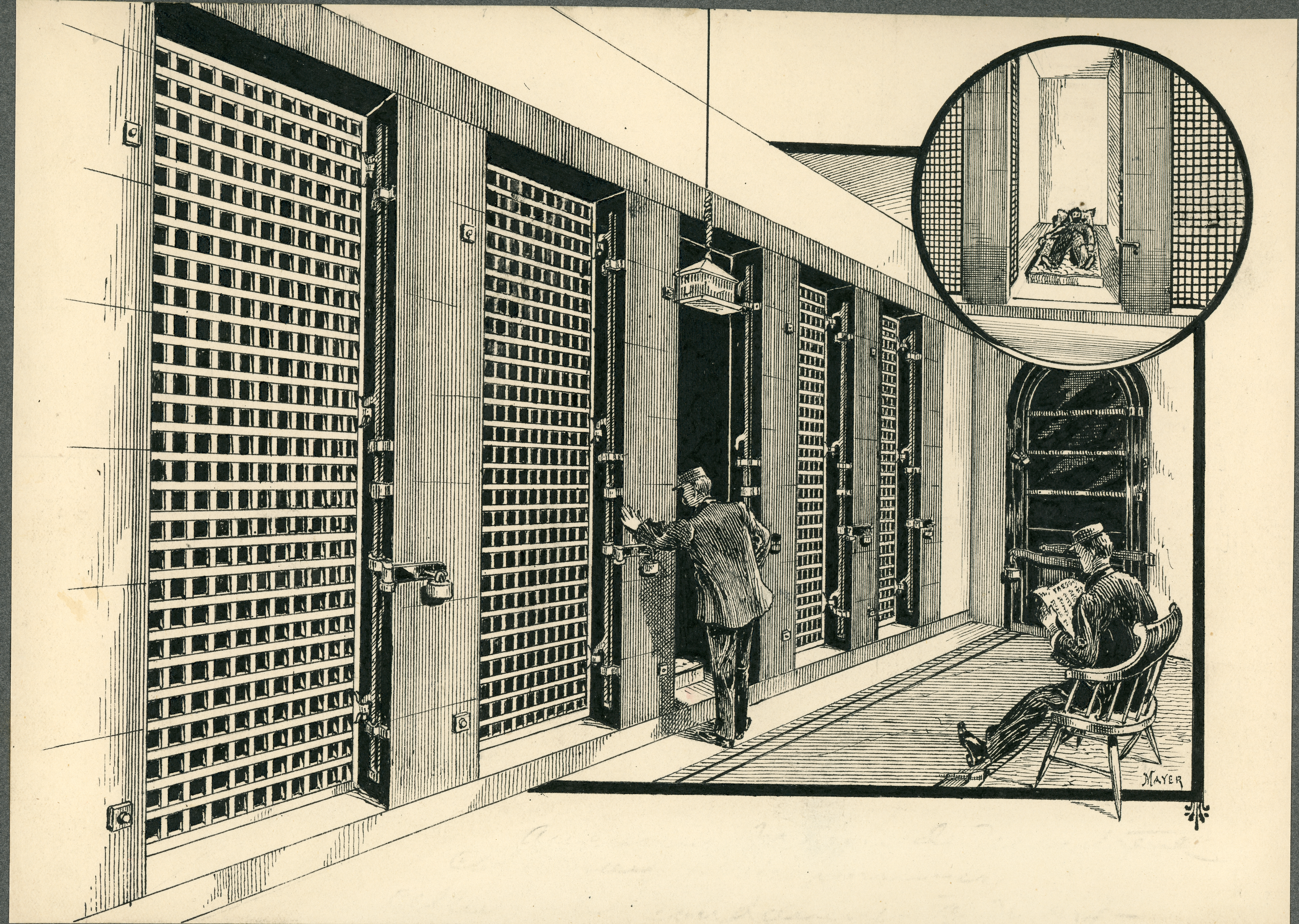
Cellules des condamnés à mort de l'ancien prison du Pied-du-Courant à Montréal

Le syndrome du couloir de la mort (en anglais on trouve également l'expression « phénomène du couloir de la mort ») est un stress visible parfois chez le condamné, provoqué par l'attente de leur exécution. Ce syndrome est considéré par plusieurs instances juridiques comme un traitement inhumain ou dégradant. Ce phénomène atteint son paroxysme lorsque le condamné en vient à renoncer à toute procédure d'appel dans le but d'abréger ses souffrances. Dans l'arrêt Soering c/ Royaume-Uni du 7 juillet 1989 de la Cour Plénière de la Cour européenne des droits de l'homme, il a été reconnu que l'extradition du détenu vers les États-Unis était de nature à entraîner une violation de l'article 3 de la Convention européenne des droits de l'homme au motif que l'attente dans le « couloir de la mort » lui-même constitue un traitement inhumain et dégradant.